# Obélisque (biologie)
Pour les articles homonymes, voir Obélisque (homonymie).
Les obélisques sont des particules virales à ARN circulaire, semblables aux viroïdes, mais codant des protéines. Décrits pour la première fois en janvier 2024, ils ont été découverts par analyse métatranscriptomique du microbiome buccal et intestinal, dans des échantillons de selles humaines et dans des spécimens de Streptococcus sanguinis (en) de la bouche. L'étude initiale a montré la présence d'obélisques dans environ 7 % des échantillons de selles et environ 50 % des échantillons de salive, provenant d'individus du monde entier. Leur relation avec d'autres organismes étant inconnue, ils constituent des êtres biologiques encore non classés (incertae sedis).
Les viroïdes étaient connus chez les plantes chez qui ils peuvent être pathogènes. C'est la première fois que de telles particules sont identifiées chez des bactéries et des animaux.
La découverte de ces êtres génétiques, en plus les viroïdes et les séquences virales endogènes, invite à élargir la notion de microbiome à celle de microgénobiome.

## Description
Les obélisques ont en commun plusieurs propriétés : des assemblages d'ARN circulaires d'environ 1 000 bases, des structures secondaires en forme de bâtonnet et des gènes codant une nouvelle superfamille de protéines, dénommée Oblin. L'étude a identifié plus de 30 000 formes  d'ARN circulaire possibles, soit autant d'espèces potentielles formant leur propre groupe phylogénétique.
Contrairement aux viroïdes, l'ARN des obélisques est traduit en protéines, les premières identifiées étant nommées Oblin-1 et Oblin-2. Les premières prédictions structurelles indiquent qu'Oblin-1 peut se lier aux ions métalliques et pourrait donc être impliquée dans la signalisation cellulaire. Oblin-2 présente un site de liaison typique des complexes protéiques et pourrait donc se lier aux enzymes de sa cellule hôte,.